# 임성주 (야구인)
임성주(林星珠, 1965년 5월 2일 ~ )은 전 KBO 리그 야구 선수의 외야수이다.태평양 돌핀스에 속한다.

## 출신학교
- 인천고등학교
- 경희대학교